# برداشتت
شهر برداشتت در ایالت اشلسویگ-هل‌اشتاین در کشور آلمان واقع شده است.